# Пако де Лусија
Пако де Лусија (шп. Paco de Lucía), рођен као Франсиско Густаво Санчес Гомес (шп. Francisco Gustavo Sánchez Gómez; Алхесирас, 21. децембар 1947 — Канкун, 25. фебруар 2014), био је шпански фламенко композитор, гитариста и продуцент. Водећи заговорник стила Нови Фламенко, помогао је легитимисању фламенка у току његовог настајања у Шпанији, и био је један од првих фламенко гитариста који је успешно прелазио границе других музичких жанрова као што су класична музика и џез. Ричард Чепмен и Ерик Клептон, аутори књиге Guitar: Music, History, Players, описују Лусију као „гигантску фигуру у свету фламенко гитаре“, а Денис Костнер, аутор књигеGuitar Atlas, Flamenco говори о њему као „једном од највећих гитариста у историји“.
Де Лусија је био познат по својој иновативности, техници, снази и спретности десне руке којом је могао да изведе picados(техника свирања) изузетно брзо и течно. Мајстор контраста, често је мешао picados и rasgueados са другим техникама. Често је додавао апстрактне акорде својим композицијама са џез утицајем. Ове иновације доделиле су му кључну улогу у развоју традиционалног фламенка и еволуцији Новог фламенка. Добио је признање за своје снимке са фламенко певачем Камарон де ла Исла (Camarón de la Isla), седамдесетих година. Снимили су десет албума заједно.
Неки од његових најпознатијих снимака укључују Río Ancho(касније спојену са Mediterranean Sundance, Al Di Meola), Еntre dos aguas, La Barrosa, Ímpetu, Cepe Andaluza и Gloria al Niñо Ricardo. Његова сарадња са гитаристима као што су Johan McLaughlin, Al Di Meola i Larry Coryell касних 70-их донеле су му још већу популарност изван његове родне Шпаније. Де Лусија је, 1981. године, заједно са својом браћом, певачем Пепеом де Лусијом и гитаристом Рамоном де Алхесирасом формирао Пако де Лусија „Секстет“ и сарађивао са џез пијанистом Чиком Кореом на њиховом албуму из 1990. године, Zyryab. Почевши од 2004, значајно је смањио своје јавне наступе, преставши са турнејама. Правио је свега неколико концерата годишње, углавном у Шпанији и Немачкој, као и на европским фестивалима током летњих месеци.

## Биографија
Пако де Лусија је рођен 21. децембра 1947. године као Франсиско Санчес Гомес у Алхесирас, у Шпанији. Прве часове гитаре је почео да похађа са својих седам година. Учио га је његов отац, Антонио де Алхесирас, као и његов брат, Рамон. Проучавао је свирање свог идола, Ниња Рикарда (Niño Ricardo), док није навршио дванаест година.
Паков отац је био скроман свирач. Никада није достигао велики успех, већ је сав свој таленат преусмерио на своју децу, и више од свега је желео да они од њега буду успешнији и да никада не буду у тако лошој економској ситуацији као он, већ да им је све омогућено, и у томе је успео. Његов најстарији син, Рамон де Алхесирас (Ramón de Algeciras) био је престижан гитариста. Други син, Пепе де Лусија, направио је каријеру у певању, Марија Лусија и Антонио се нису посветили уметности једнако као остали, али је Марија била на добром путу да постане певачица, а Антонио јако добар свирач. И на крају, Пако – геније. Сматрао је да је то његов једини прави животни позив. Повезаност музике и плеса је била полазна тачка. И он је то радио феноменално, упркос његовом неискуству. Он са четрнаест година добија специјалну награду: El Premio Internacional de Acompanamiento, када је и направио свој први снимак са својим братом Пепеом, који се звао Los Chiquitos de Algeciras(Деца Алхесираса). Годину дана касније почиње да снима у студију.
Раних шездесетих година, Хосе Греко (José Greco) позива Пака да се прикључи плесној организацији и путује по Америци и свира са њим. У Њујорку, 1963. године, када је имао 15 година, други пут се сусреће са једним од мајстора фламенка, Сабикасом (Sabicas), који је био толико импресиониран његовим талентом да га је натерао да почне да ствара свој стил. Исте године се упознаје и са Мариом Ескудером (Mario Escudero), који је постао његов ментор, као и Сабикас, а касније и добар пријатељ. Пако је 1966. са Хосе Греком снимио Импету (Ímpeta), булерију коју је компоновао Марио Ескудеро , за његов соло албум под називом La fabulosa guitarra de Paco de Lucía. Удруживање са Камароном де ла Ислом (Camarón de la Isla), циганским певачем, и њихови помешани традиционални стилови, обележиће почетак његове контроверзне и успешне каријере. Пако је сарађивао са Камароном између 1968. и 1977. године, са којим је снимио десет албума и добио значајна признања.. По Паковим речима, заљубио се у Камарона заувек. Присећа се те етапе свог живота као једног од најлепших доба. Њих двојица су били нераздвојни. Данима и ноћима су свирали и певали без престанка, измишљајући безброј нових композиција, и тако су снимили плоче које су данас једне од најслушанијих у свету. Пако је Камарона пре свега неизмерно поштовао јер је дубоко у себи желео да једног дана буде баш као он. Када је савладао техничке аспекте фламенка, Пако почиње да укључује акорде и скале који су повезани са џезом. „Осећај је прилично исти у фламенку и у џезу. Једина разлика је то што је фламенко архаичнији“, објаснио је Пако у Down Beat-у. Де Лусија је снимио неколико албума са својим братом, као што су Canciones andaluzas para 2 guitarras (1967), Dos guitarras flamencas en América Latina (1967), Fantasía flamenca de Paco de Lucía (1969), и 12 Hits para 2 guitarras flamencas y orquesta de cuerda (1969).
Пако 1971. године објављује албум El mundo del flamenco, који укључује и верзију композиције Ímpetu Мариа Ескудера. Марио је био највећа Пакова инспирација тог периода, што га је инспирисало да истражи нове могућности везане за фламенко.
18. фебруара 1975. године де Лусија је постао први извођач фламенка, који је изводио у Театру Реал Мадрида. Играо је један сет са братом Рамоном, пред релативно младом публиком без употребе ефеката. Његов албум из 1976. године, Алмораима, имао је шири успех. Албум је приказивао значајне арапске и џез утицаје.
Де Лусија исте године снима румбу, „Entre dos Aguas“, што никад није било урађено до тада у историји фламенка. Високим скалама које је поседовао сингл и ушао у топ 20 шпанских синглова, добија титулу међународне звезде. Чистунци фламенка су били бесни јер су сматрали да је сингл уништавање њихове музике. Де Лусија је, међутим, одбранио свој концепт, говорећи да је остао веран традиционалној форми, али да мора имати места и за промену.
Године 1977. Пако је оженио Касилду Варелу, ћерку генерала Варела. Имали су троје деце. Он је објавио свој последњи албум, Castillo de Arena са Камароном де ла Ислом. Текст је писао Антонио Санчес, са изузетком булерија (bulerías) Самара, које су написали Санчес и Камарон де ла Исла заједно. Ово ће бити његов последњи албум са певачем за последњих 15 година. Пако је наводно рекао да је људски глас „природно сувише ограничен“ и да он воли истраживања различитих инструменталиста , међутим, он је такође рекао да је претрпан распоред био разлог за недостатак снимака са певачима. Он је наступао широм САД и Европе током овог периода, ширећи своју популарност изван Шпаније и фламенко заједнице у Европи, и упознао многе џез, латино и друге музичаре који настављају да утичу на Пакову еволуцију као “Nuevo Flamenco” свирача. Он је почео да показује веома велико интересовање за џез звук и рок и 1977. је наступао са Карлосом Сантаном у Plaza de toros de las Arenas у Барселони. Упркос значајном новом интересовању за фламенко и Паковом албуму са доста електронског звука, традиционални фламенко критичари не одобравају комад. Ди Меола је обавестио критичаре да не брину јер „Пако не напушта фламенко, већ га шири“. 1978. године Пако и његова браћа снимају Interpreta a Manuel de Falla. Иако је наставио да снима ,његово уздизање ка врху и континуирана креативност ће узети данак. „Имао сам толико периода анксиозности и нервозности, због велике популарности,јер слава вас може појести“, рекао је гитариста. „Увек постоји велики притисак да се понови успех“, али, Пако је био у стању да створи магију још једном и то 1980. године у чему су му помогли Di Meol и John McLaughlin.
Њих тројица су формирали супер трио који је запањио публику са својим изванредним извођењем музике.
Докази о њиховој виртуозности и другарству се могу чути на албуму из 1981. „Петак вече у Сан Франциску”. John McLaughlin објаснио је садржину групе гитаристи Том Вилеру :„Имао сам идеју да свирам са Паком. Чуо сам Пака на радију, и то је била љубав на прво слушање. Рекао сам морам да свирам са овим човеком, и то је све што знам. И тако сам га тражио док га нисам нашао“. Две године касније трио је ушао у студио како би снимио плочу под називом „Страст“.
Пако је у периоду између 1977. и 1981. освојио награду за најбољег фламенко гитаристу и постао члан магазина „Галерија Великих“.
1982, Пако је направио серију концерата са џез пијанистом Чик Кореом. Кореа је значајно утицао на Пака осамдесетих година, и он и McLaughlin су адаптирали верзију његовог дела Spain, изводећи је уживо заједно неколико пута средином и крајем осамдесетих. Објавио је “Златни” дупли компилацијски албум 1982, La Guitarra de Oro de Paco de Lucia'', који покрива Пакове најраније снимке са Рикардом Модрегом. На његовом албуму из 1984. године, Live... One Summer Night остварује се и као продуцент.
До средине осамдесетих „Секстет“ и „Гитарски Трио“ достигли су свој врхунац и престали су да наступају заједно, иако је Пако наставио да наступа у дуету са McLauglin-ом широм Европе, током 1986. и касније. У интервјуу за Down Beat магазин, 1986. године, Ал Ди Меола је рекао да је разлог за распад био то што су њихови наступи били предвиђени да учине да публика “полуди” и да им је понестало нових начина да импресионирају публику. Ди Меола је нагласио да је музика постала превише “дивља и луда”, а да је он више желео да се посвети мирнијој страни музике. Исто то је и Пако осетио и рекао да “више воли контролисани израз од брзине”.
Иако је „Секстету“ кренуло низводно после 1986, окупили су се 1990. да сниме Зиријаб (Zyryab), револуционарни албум арапског фламенка са џез пијанистом Чик Кореом и виртуозним фламенко гитаристом колегом Манолом Санлукаром. Албум је добио име по Зиријабу, песнику са двора Омајадског калифата у Кордоби из 8-9. века, рођеном у Ширазу, коме су приписане заслуге за представљање персијске лауте Шпанији, која се развила до шпанске гитаре и који је по некима основао сам фламенко. Све док није замољен да 1991. наступи и изведе „Концерт за Аранхуес Хоакина Родрига“, Де Лусија није био вешт у читању нота. Биограф Похрен је, ипак, док је писао његову биографију 1992. рекао да он ни тад није био вешт и да је нашао бизаран начин да научи комад, изолујући се (од спољног света). 1996, његов први албум који је у потпуности освојио публику, Antología, нашао се у првих 20 албума у Шпанији за мање од шеснаест недеља, и са продајом од преко 65.000 примерака.
Видео из 1979. Royal Albert Hall, концерт Пака де Лусије, избацили су 1999. године Џон и Лари , под називом „Састанак духова“.
Де Лусија је пет година живео у Јукатану у Мексику, али се вратио у своју родну земљу Шпанију 2003, након што је признао да се уморио од трошења читавог живота на турнеје од по шест до осам месеци годишње, устајања у цик зоре и живота у хотелима. Додуше, наставио је да одржава викендицу у Мексику коју је редовно посећивао са својом породицом.
2004. је био на турнеји по Сједињеним Америчким Државама и Канади са севиљском фламенко певачицом Ла Таном, али је затим у великој мери смањио број својих наступа уживо у јавности. Повукао се из одржавања (целих) турнеја и имао би само пар концерата годишње, углавном у Шпанији и Немачкој и на европским фестивалима током летњих месеци. Похрен је описао Де Лусију као 'врло стидљивог и повученог' рекавши: „Како је био врло тајновита особа, био је запрепашћен надолазећом популарношћу и величањем (од стране публике), и увећаном количином притиска који му је слава сместила на плећа захтевајући да се он непрекидно обнављаи да се више труди да постигне техничко и револуционарно савршенство“.
У 2003, де Лусија објављује „Интеграл“, ограничено издање кутија са 26 дискова , и Por Descubrir, компилацијски албум.
У 2004, де Лусија објављује Cositas Buenas са Хавиером Лимоном (Blue Thumb Records by Universal Music Spain S.L) које садржи 4 балерије, 2 румбе, танго и тиенто. Pako је освојио „Латински Греми“ за Најбољи Албум Фламенка (2004).
У 2005, номинован је за продуцента године Латинском Греми Наградом за Ла Танин „Tu,Ven a mi“. 
Године 2004, осваја Награду Принца од Астуријаса у Уметности.
23. марта 2007. године, Универзитет Кадис препознао је Лусијине музичке и културне доприносе дајући му титулу Doctor Honoris Causa.
У 2010, добио је почасни докторат од „Беркли Музичке школе“ у Бостону, и наступао је на „Монтреукс“ Фестивалу. Познат је по томе што бира земље где обично не наступа, као што су Пула, Хрватска 2006. и 2010, Турска, Мароко и Тунис 2013.
Умро је од срчаног удара 25. фебруара 2014, на одмору са својом породицом у Мексику.